# Codex Argenteus

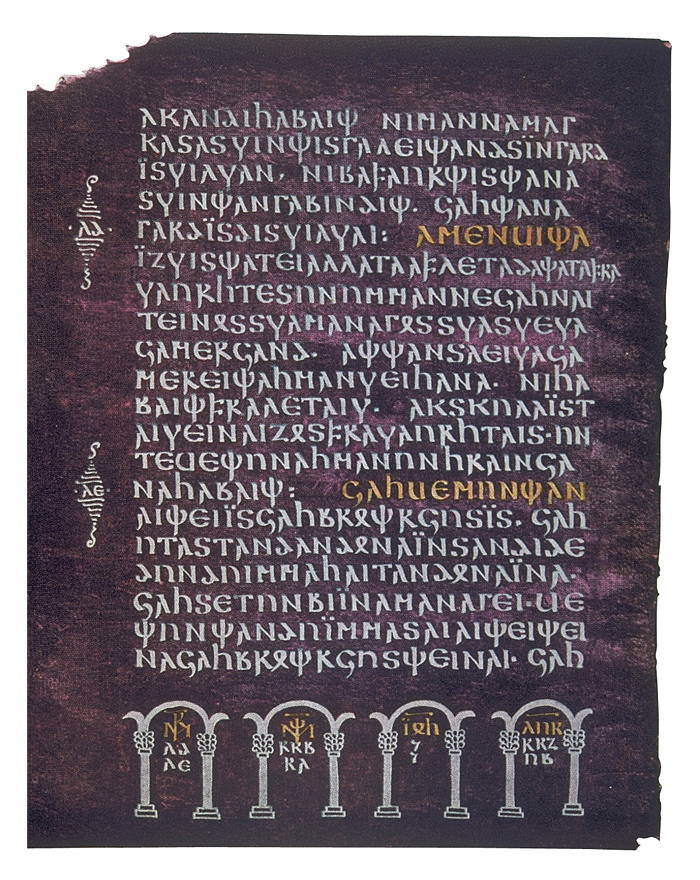
Moderne Nachbildung einer Seite aus dem purpurfarbenen Codex Argenteus (Mk 3,27–32 EU). Im Original ist die Tinte stark verblasst.

Der Codex Argenteus [ˈkoːdɛks arˈgɛnteʊs] (lateinisch codex, „Buch“; argenteus, „silbern, aus Silber“) ist der Rest eines um 505 verfassten spätantiken Evangeliars in gotischer Sprache, der in der Universitätsbibliothek Carolina Rediviva in Uppsala aufbewahrt wird. 

## Umfang und Inhalt

### Kodex in Uppsala
Der Kodex ist eine Abschrift der gotischen Bibelübersetzung (Wulfilabibel) des Bischofs Wulfila (lateinisch Ulfilas) (311–383). Die gotischen Schriftzeichen sind mit silber- und goldfarbener Tinte auf purpurgefärbtem Pergament geschrieben, worauf wegen der Silberbuchstaben der Name „Silberkodex“ entstand. Es wurde fälschlicherweise oft auch angenommen, dass die Bezeichnung wegen des 1665 hinzugefügten Silbereinbandes erfolgte, die Bezeichnung Codex Argenteus tauchte jedoch bereits 1597 auf. Auf jeder Seite der Handschrift sind am unteren Rand biblische Parallelstellen vermerkt, die von Rundbögen umschlossen sind.
Der Codex Argenteus umfasste ursprünglich 336 Blätter. Davon sind einschließlich des sogenannten „Speyrer Fragments“ (siehe unten) noch 188 Blätter erhalten. Im Codex Argenteus sind die vier Evangelien in der Reihenfolge Matthäus, Johannes, Lukas und Markus enthalten. Der Text wurde von zwei Schreibern kopiert, nämlich Matthäus und Johannes von „Hand I“ und Lukas und Markus von „Hand II“.

### Speyrer Fragment
Dieses Fragment wurde 1970 bei Restaurierungsarbeiten in der Afrakapelle des Speyerer Doms gefunden. Es war auf einen Holzstab aufgerollt und lag in einem Reliquienkästchen, das sich in der Nähe des Altars unter dem Fußboden fand. In der Folge wurde es als Speyrer Fragment bezeichnet. Dieses Blatt war das ursprünglich verschollene fol. 336 des Codex Argenteus. Es schließt sich genau an den Abbruch von Blatt 335 (187 verso) des Codex Argenteus an, die Purpurfärbung sowie die Gold- und Silberbuchstaben und selbst die Wurmfraß-Löcher der Blätter stimmen überein.

## Geschichte
Der zwischen 500 und 510 in Norditalien vermutlich für Theoderich den Großen geschriebene Codex Argenteus war zuerst im Kloster Werden nachweisbar. Möglicherweise wurde die Handschrift vom heiligen Liudger (etwa 742–809), dem Gründer dieses Klosters, aus Italien nach Werden gebracht. 1569 wurde von Johannes Goropius Becanus (1519–1572) das gotische Vaterunser nach dem Text des Codex Argenteus veröffentlicht. Schon am Anfang des 17. Jahrhunderts war der Codex stark verstümmelt. Er wurde 1573 vom Abt Heinrich Duden an den späteren Kaiser Rudolf II. verkauft, der die Kostbarkeit nach Prag schaffte und in der Prager Burg verwahrte.
Gegen Ende des Dreißigjährigen Krieges fiel der Codex bei der Plünderung Prags schwedischen Truppen in die Hände. Im gleichen Jahr schickte Graf Königsmarck die Handschrift Königin Christina von Schweden (1626–1689) als Geschenk. Königin Christina reichte den Codex als Teil einer Bezahlung von Schulden an den niederländischen Altphilologen Isaac Vossius (1618–1689) weiter. Vossius vertraute die Handschrift Franz Junius dem Jüngeren (1591–1677) aus der niederländischen Stadt Dordrecht an, der dort 1665 die Erstausgabe des Codex Argenteus herausgab und drucken ließ. Der schwedische Reichskanzler Magnus Gabriel de la Gardie (1622–1686), der zugleich Kanzler der Universität Uppsala war, ließ die Handschrift – noch vor der Erstedition durch Junius – 1665 in Silber binden. Er kam in den Besitz des Codex und schenkte 1669 diese verbliebenen 187 Blätter, versehen mit dem neu angefertigten Silbereinband, der dortigen Universitätsbibliothek, wo der Codex sich noch heute befindet. In den 1920er Jahren wurde der Codex durch Hugo Ibscher restauriert.

## Textbeispiel aus dem Codex Argenteus
Der Text des Vaterunsers (Mt 6,9–13 ) ist im Codex Argenteus auf fol. 4 verso, letzte Zeile, und auf fol. 5 recto, Zeilen 1 bis 12, zu finden. Der nachfolgenden Abschrift ist eine Transliteration beigefügt. Zur genaueren Beschreibung der Schriftzeichen, Interpunktion und Worttrennung des Vaterunsers im Codex Argenteus siehe Artikel Gotisches Alphabet.

## Bedeutung
Der Codex Argenteus zählt zu den ältesten schriftlichen Zeugnissen einer germanischen Sprache überhaupt. Er ist außerdem neben den 4 Blättern des Codex Gissensis, den ebenfalls 4 Blättern des Codex Carolinus und den 193 Blättern der Codices Ambrosiani A–E eines der wenigen umfangreichen überlieferten Zeugnisse in gotischer Sprache.